# 澳門美高梅
22°11′9″N 113°32′50″E / 22.18583°N 113.54722°E
澳門美高梅 （页面存档备份，存于）（2010年4月23日前稱澳門美高梅金殿；MGM Macau）位於澳門新口岸新填海區，樓高154米，高35層，為一所五星級娛樂場酒店，總建築面積達200萬平方呎，原為澳門商業貿易城 （页面存档备份，存于）南區部分；南向氹仔，西靠壹號湖畔，北靠永利澳門。
澳門美高梅是美高梅公司於澳門首個娛樂場酒店項目，是澳門六個賭牌（三個主牌及三個副牌）之中最後一個賭牌公司正式落成的旗艦賭場酒店，也標誌著澳門博彩業正式進入六分天下的局面。澳門美高梅所領之賭牌，屬於澳門博彩公司賭牌之副牌。
澳門美高梅整個項目投資逾12.5億美元，香港王董國際有限公司設計，香港協興建築承建，於2005年年中進行填海、填土及興建的工程；於2007年12月18日開幕。

## 歷史與發展
2007年12月18日舉行開幕前的豪華式招待晚宴，晚上九時在天幕廣場進行開幕表演，隨後由時任澳門行政長官何厚鏵、美高梅金殿超濠董事總經理何超瓊等主持開幕啟用儀式；晚上10時50分正式對外開放。

### 與米高梅電影公司的關係
所有美高梅酒店與米高梅電影公司（Metro-Goldwyn-Mayer，MGM）均無任何直接關係。澳門美高梅為美高梅國際酒店集團旗下的娛樂場酒店，其始創人柯克·克科里安曾是米高梅電影公司的擁有人之一。

### 吉祥物
澳門美高梅正門側矗立了一座金獅青銅雕像，該雕像高10米、重63噸，形態參照拉斯維加斯美高梅大酒店的金獅銅像，由鑄造香港天壇大佛的南京著名雕塑藝術坊製造。金獅青銅雕像於2007年10月15日揭幕。另外，澳門美高梅的商標上也有這頭金獅，喻意其公司品牌理念（堅毅力量、領導群雄、信心勇氣、尊貴顯赫及忠誠一致）。

## 設施

### 澳門美高梅酒店

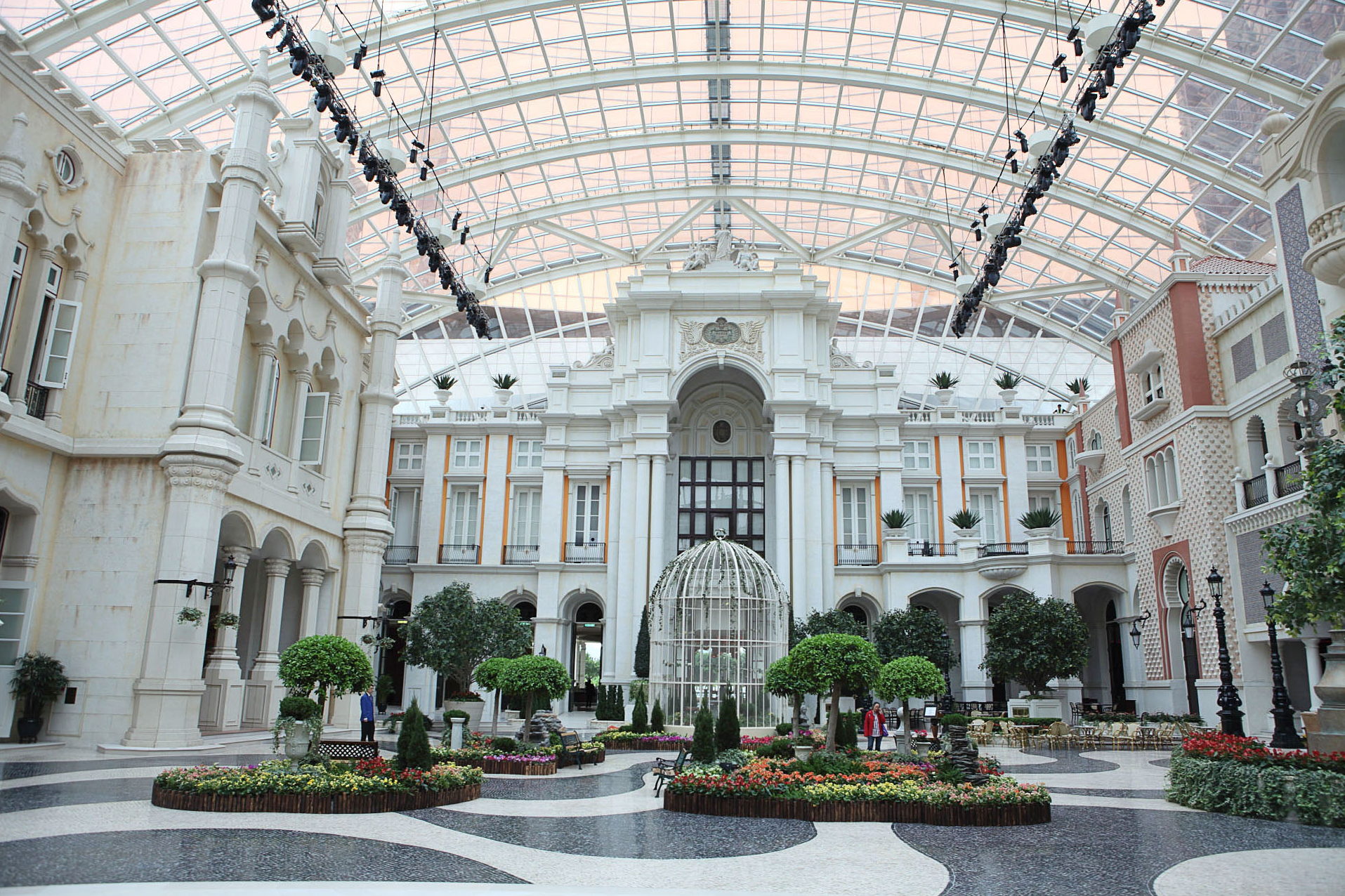
天幕廣場

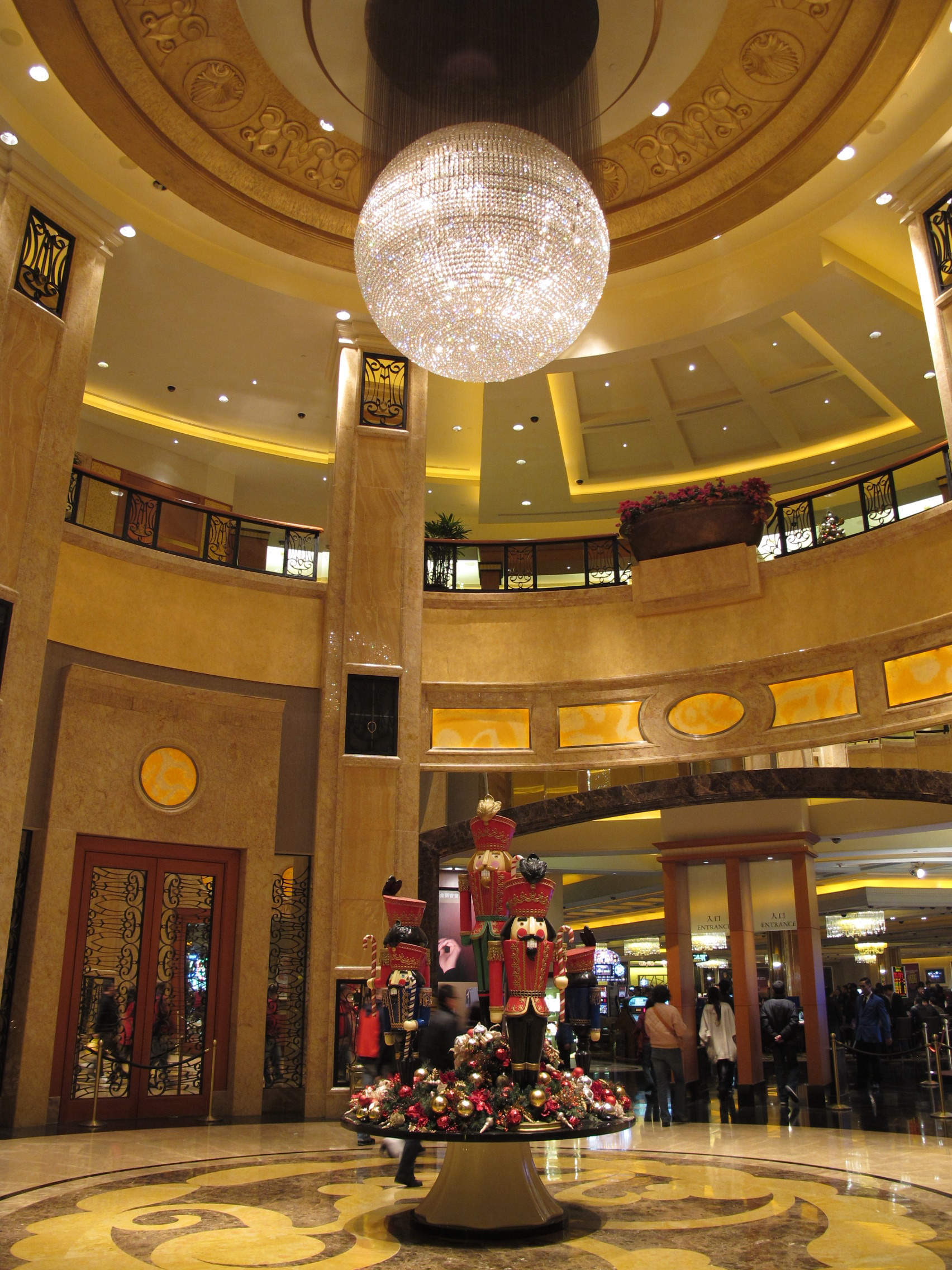
娛樂場入口

澳門美高梅酒店大樓外形設計獨特，以波浪形式由三種不同顏色（黃金色、白金色及玫瑰金色）的玻璃舖設外牆。

#### 套房
澳門美高梅酒店客房分類的細緻程度目前是澳門之首；酒店大樓高35層，設有593間豪華客房，所有客房面積最少為48平方米；客房包括2間複式別墅套房（分別稱為金殿別墅套房及豪華別墅套房）、24間金殿套房（分稱金鑽套房及豪華套房）、99間豪華套房（即稱為卓雅豪華客房）及468間客房（分稱豪華海景客房、海景客房及豪華客房），不同的客房在設施上也有異同；而最大客房的金殿別墅套房（即通稱的總統套房）面積達到540平方米，除了會有一般的客房設備外，還會有專用升降機、貴賓式的接待服務等。

#### Tria Spa
酒店亦設有佔地2,720平方米之水療中心——Tria Spa，提供12間不同的護理室及健身中心等設施。Tria Spa，以六個圓形組合成三角，象徵著三層不同程度的體驗，所有水療產品均以天然材料製成。Tria Spa集豪華設備、亞洲傳統理療與 Tria Spa最著名的療法於一身，透過富經驗的國際理療師，在最隱密、最私人的空間裡，提供有效的理療。

#### 宴會及會議廳
澳門美高梅地下大堂的宴會及會議廳，是一個可間格的一個場地，面積為1,452平方米，同時各有接待處的區域。大宴會廳可以分成最多三個的會議廳，可以同時容納680人；而多功能會議廳有三個。維天閣位於澳門美高梅的3樓，由玻璃幕牆建成，因看可以望向氹仔及海景，是各宴會廳及會議廳最大的場地。

### 天幕廣場
天幕廣場是澳門美高梅的其中一個主要的賣點，位於金殿中心處的天幕廣場面積約2,320平方米，天幕最高處達25米，廣場的設計參照了葡萄牙首都里斯本的里斯本車站作為建築特式以及融合鐵達尼號的貴賓區的設計，充份地表現出葡萄牙對於澳門帶來的影響及高級酒店的形象。

### 美高梅娛樂場
美高梅娛樂場第一期部分已和酒店部分共同開幕，佔地20,620平方米，設有385張賭桌、888部角子機及16間私人貴賓廳（大部分由集美集團承租）；娛樂場第二期擴建部分（佔地4400平方米）將會增設70張賭桌、240部角子機；並設餐廳、品牌商店、宴會廳、會議場地、夜總會場、水療中心等，已於2008年年中開幕
該酒店/娛樂場綜合設施包括本公司582間客房、1,184部角子機、427張賭枱、9間餐廳、2間零售商店、多功能會議場地（包括豪華大禮堂）和世界級水療中心及泳池設施。。

### 保利美高梅博物館
由保利文化與美高梅中國聯合打造，於2024年11月15日開幕為大中華區首座建造於酒店內合國際規模的博物館。博物館位於澳門美高梅二樓，空間面積近2000平方米，按照國家一級文物展陳標準建造，以創新科技融合傳統非遺工藝及革新的策展手法作展覽。博物館首展以「海上絲綢之路」為主題的「藍色飄帶——探索神秘海域　邂逅絲路遺珍」，共展出84組共228件文物及藝術品，重點展品包括在「交織」區展出的國寶級珍品「圓明園四獸首」銅像文物原件及「唐三彩文官俑」藝術品，展期至2025年9月。

## 餐飲
- 「金殿堂」由香港名廚周中主理的高級粵菜中餐廳
- 「寶雅座」澳門少有的高級法國餐廳
- 「盛事」澳門首列的綜合自助餐廳
- 「食八方」北廚 南苑 北方和南方中華美食的綜合中餐廳
- 「甜點」高級甜品廊
- 「ABA BAR」酒廊

### 獎項
- 2008年，澳門美高梅度假酒店及水療中心榮獲《美孚旅遊指南》四星獎及 HotelClub Award 2008「亞洲最佳新酒店」，而「金殿堂中餐廳」和「食·八方」等食府，更分別獲頒美食界殿堂級米芝蓮星級獎及「比必登」推介。
- 2009年，澳門美高梅榮獲2009亞洲酒店論壇暨第四屆中國酒店-「中國最佳頂級奢華酒店」星光獎。

### 其他
澳門美高梅內亦設有十三間餐飲設施，包括不同菜式為主的餐廳、酒吧及酒廊。

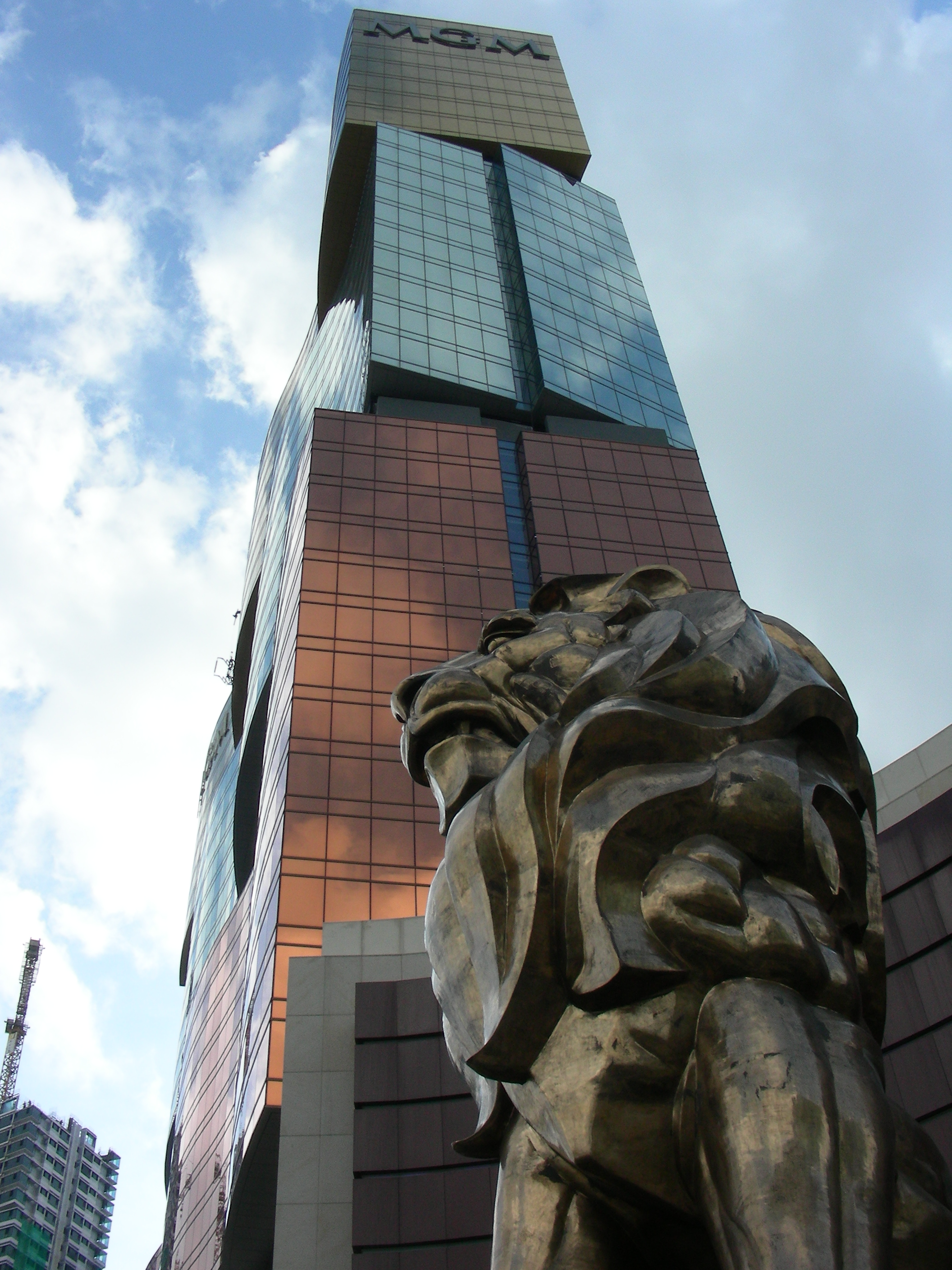
承襲了美國美高梅設計的澳門美高梅和金獅銅像
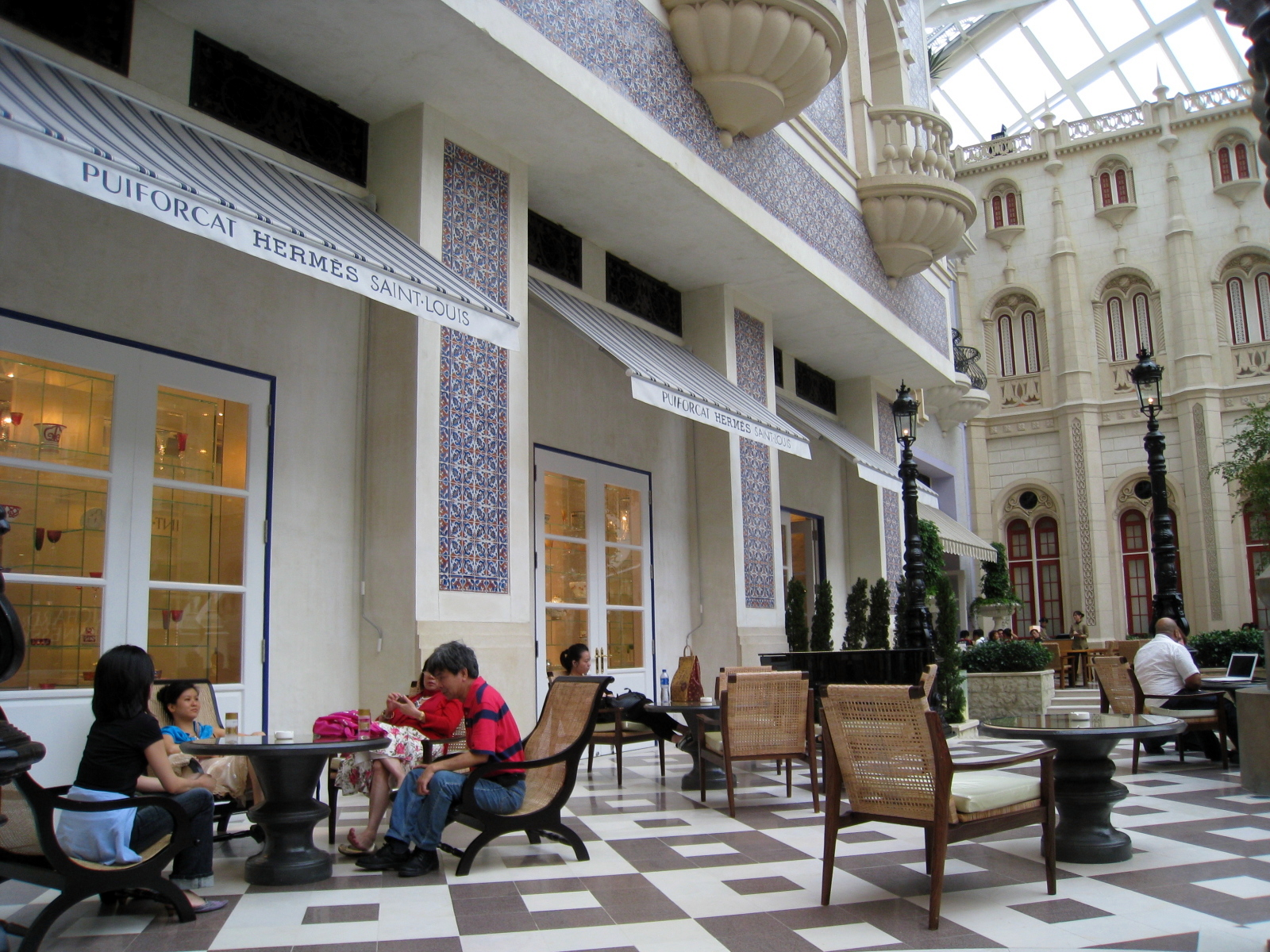
天幕廣場食肆採用開放式設計
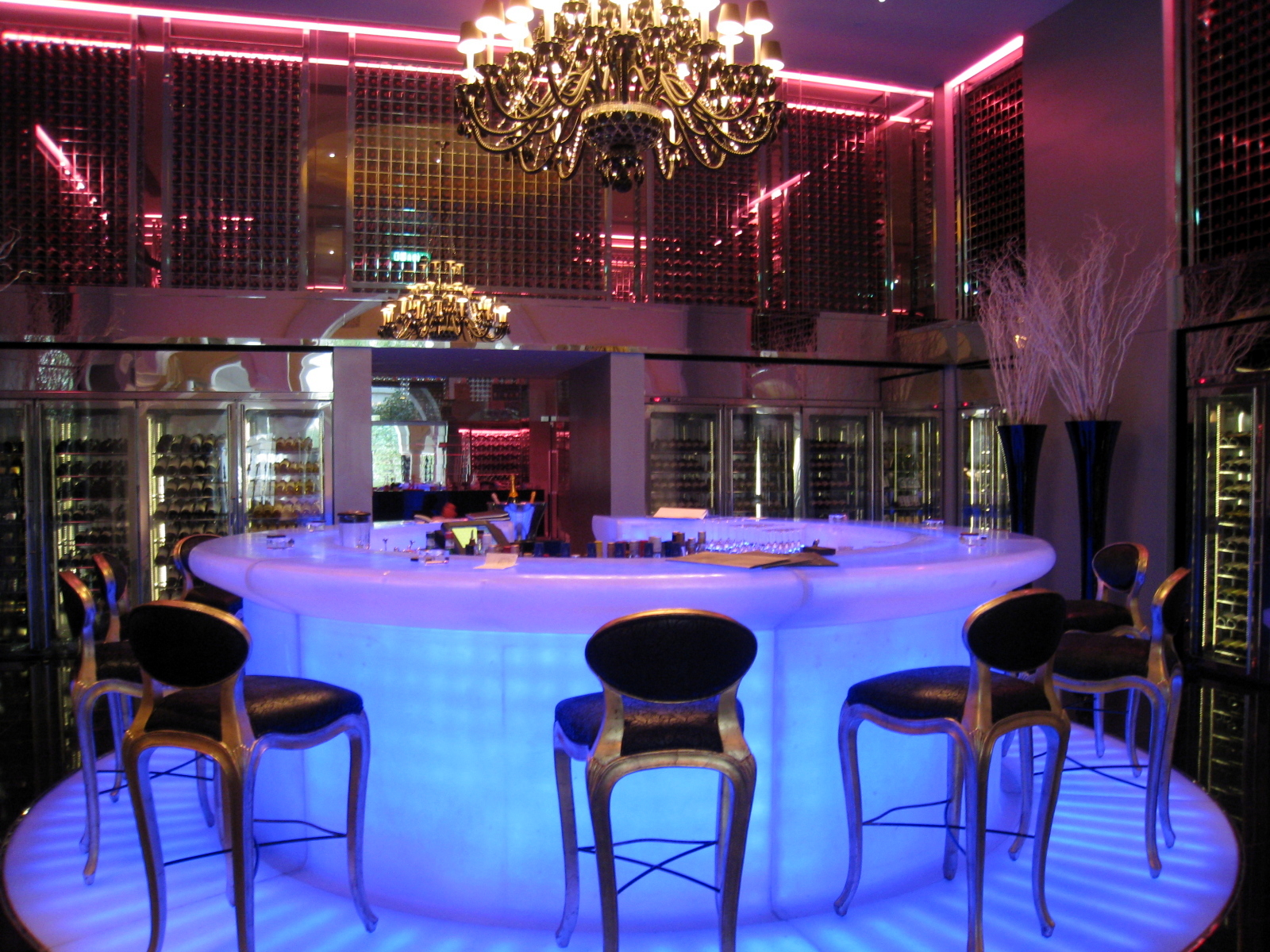
wine cellar
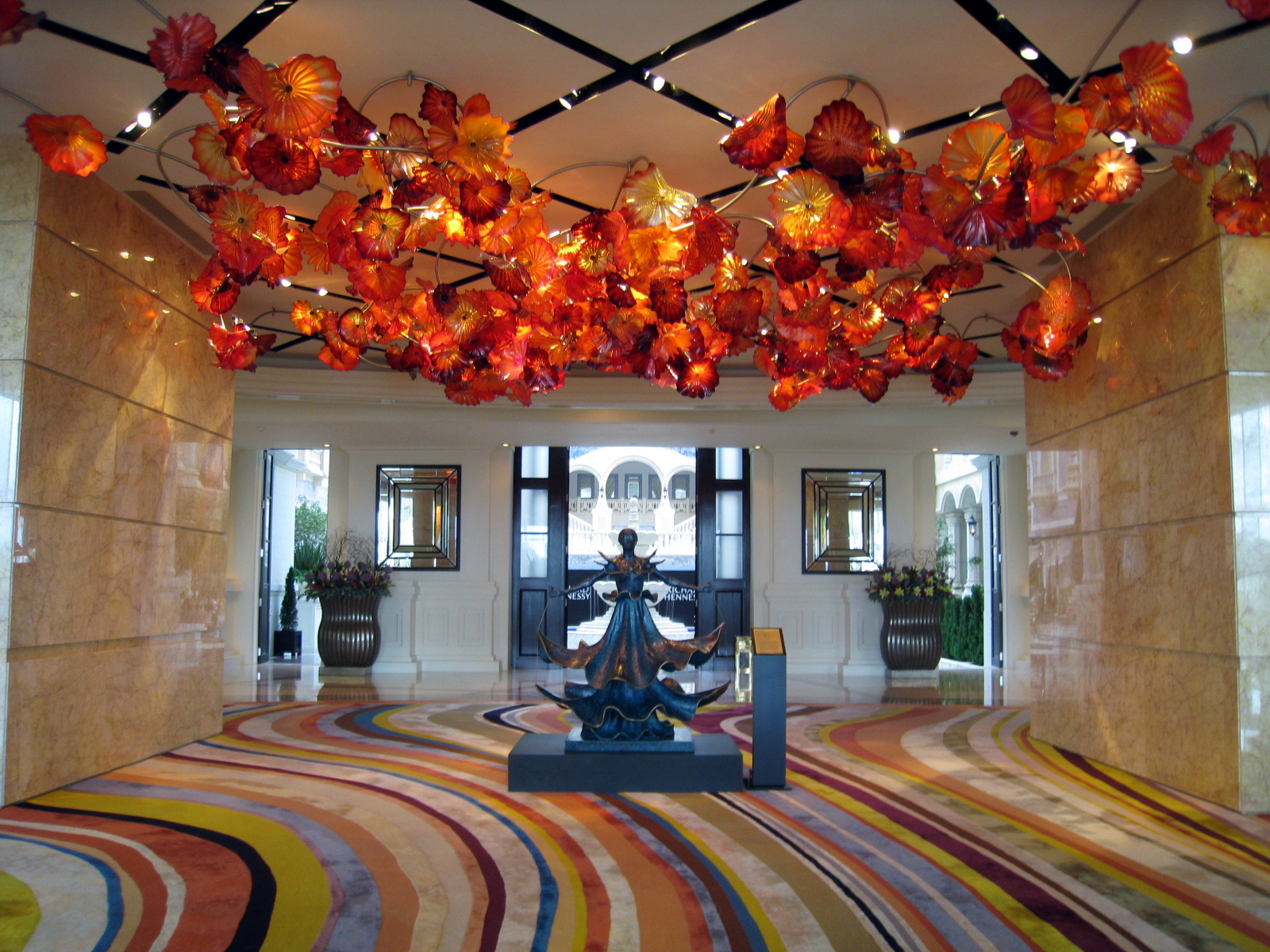
酒店大堂天花採用特別設計
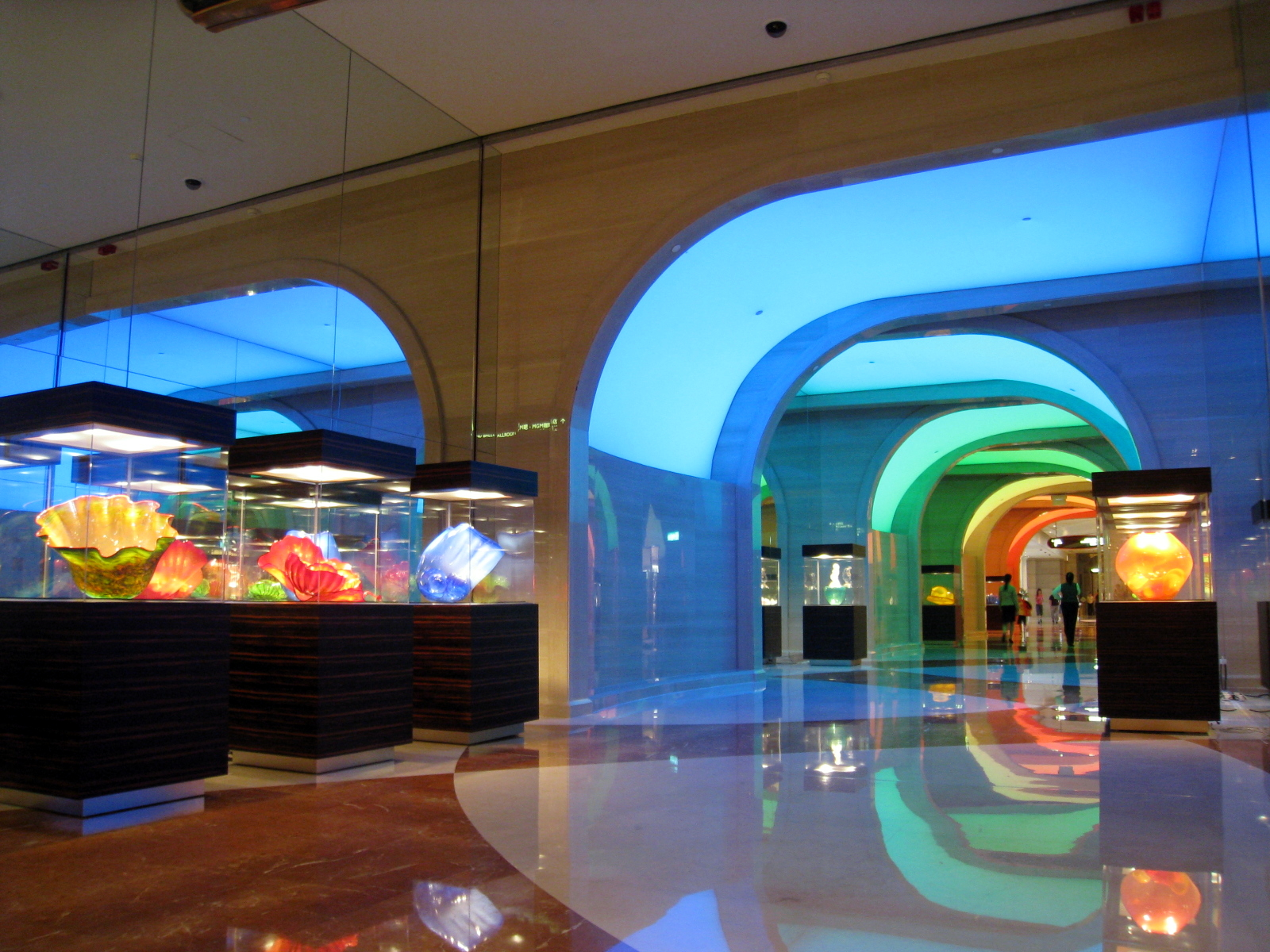
通道內的天花會不斷變化色彩
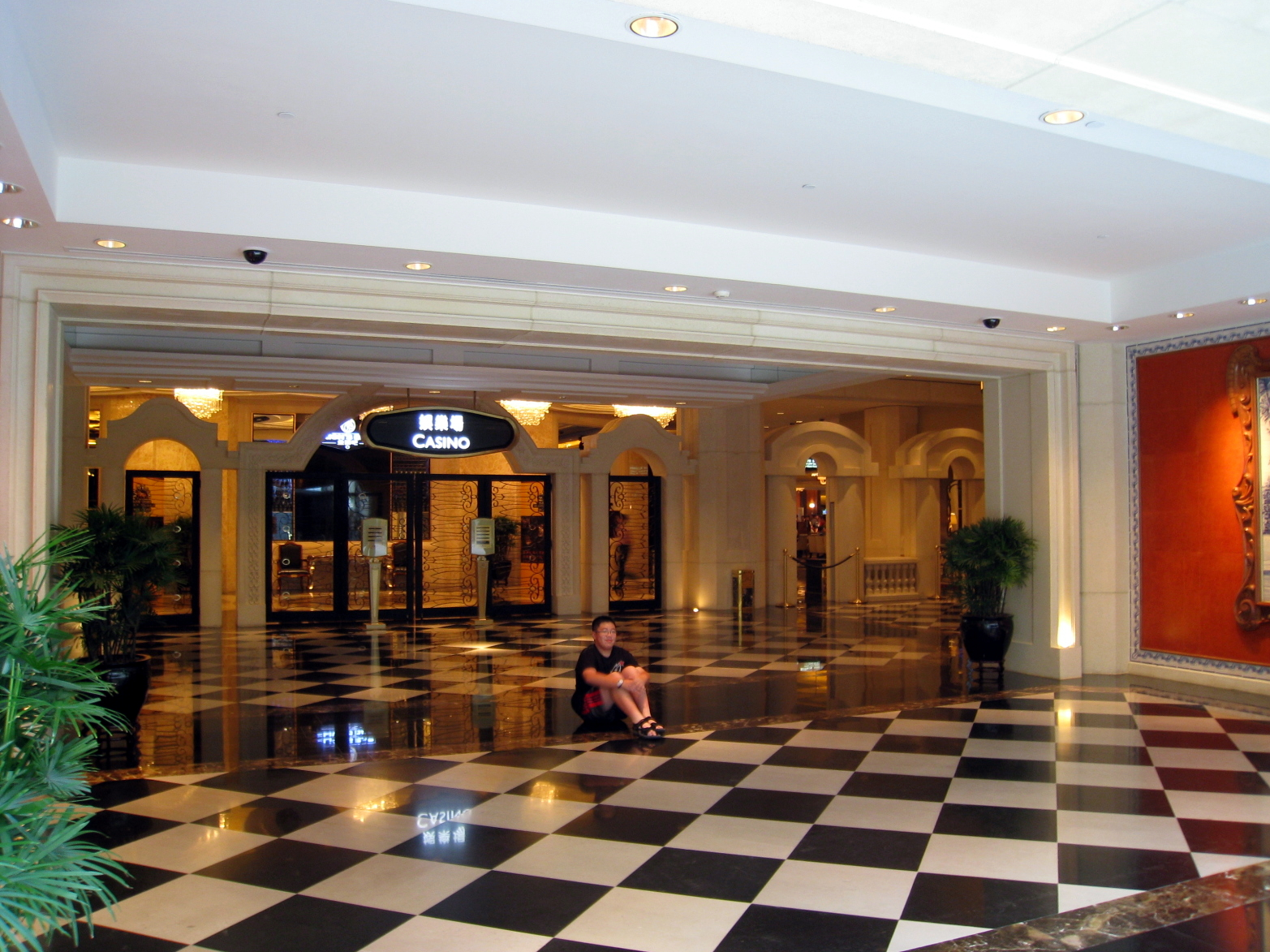
往娛樂場通道
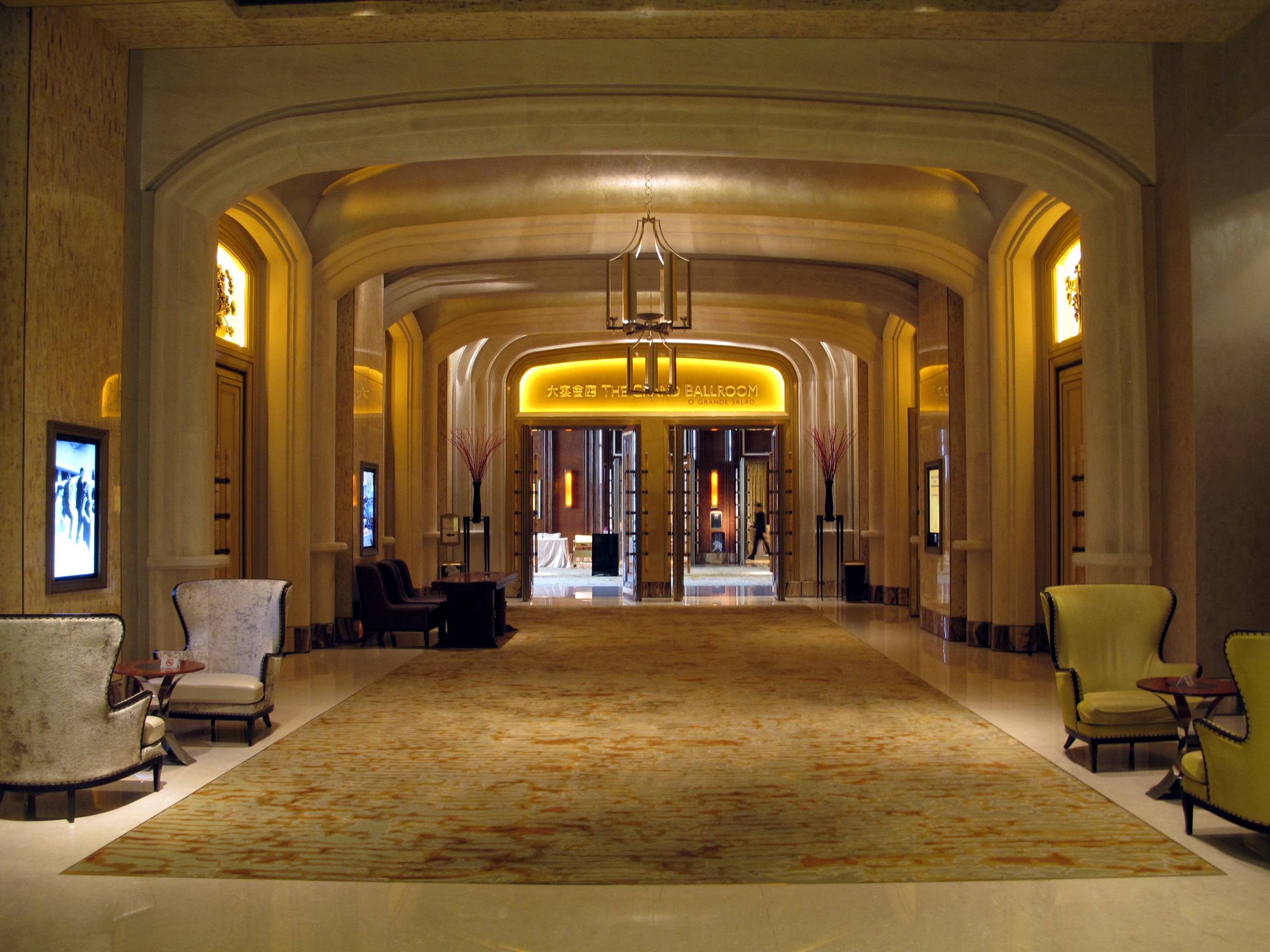
大宴會廳

## 升降機配置
澳門美高梅升降機一律採用奧的斯升降機

## 交通配套

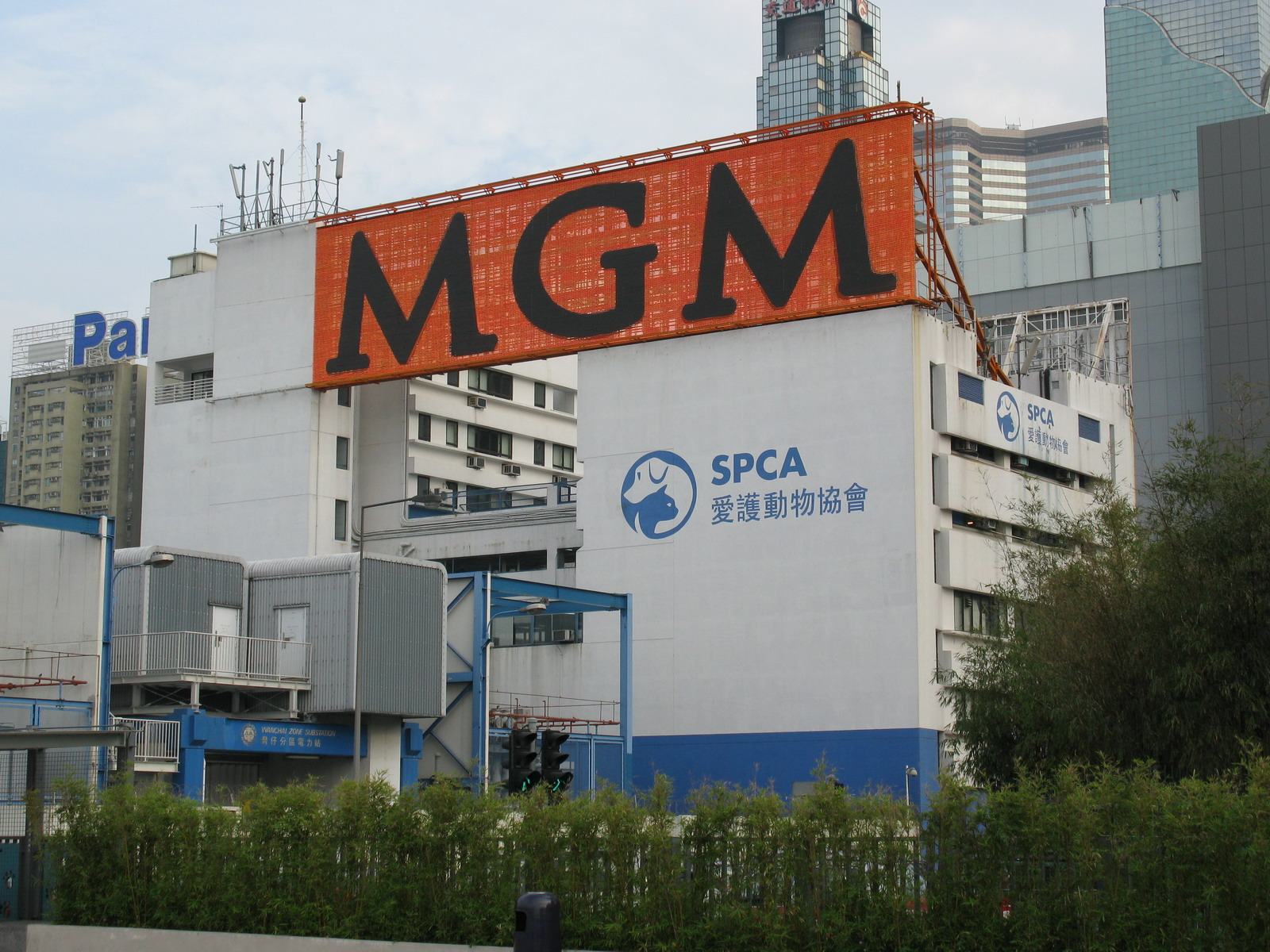
位於香港灣仔的澳門美高梅廣告招牌

### 自設交通
澳門美高梅有來往酒店與口岸的接駁專巴服務。接駁專巴服務設有以下3條路線：
- 澳門美高梅 ↔ 關閘
- 澳門美高梅 ↔ 外港客運碼頭
- 澳門美高梅 ↔ 美獅美高梅 (經澳門旅遊塔)

### 大眾運輸

#### 巴士
M262 城市日大馬路／波爾圖街（Av. 24 de Junho / R. do Porto）
路線：3A、8、12、23、39、60、65、MT5
M268 城市日前地（Praceta 24 de Junho）
路線：7、29、50、50B、60、MT1、MT2、N1A、N2

## 法律纠纷
有客戶将8000万港元存入澳门美高梅的贵宾厅，但其经营者太阳城拒绝返还。该人士因此提起诉讼，将太阳城和美高梅均列为被告。经过长时间的法律纠纷，直到2022年2月才有终审判决，判定太阳城和美高梅均需承担还款责任。美高梅中国在年度业绩报告中披露了整體狀況為虧損。由于一位存款者无法从美高梅的中介贵宾厅提取存款而诉诸法律，美高梅需连带支付本金和利息共1.17亿港元，并确认三宗相关案件的负债总计2.027亿港元。

### 引用
1. ↑  美高梅63噸重金獅揭幕
2. ↑  . 澳門日報. 2010年4月24日.[永久]
3. 1 2  .   [2012-08-30]. （原始内容存档于2012-06-17）.
4. ↑  . 正報. 2024-10-09  [2025-01-28]. （原始内容存档于2024-12-06）.
5. ↑  . 2024年11月17日  [2025年1月28日]. （原始内容存档于2024年12月3日）.
6. ↑  . 今日時事 | CyberCTM澳門No.1人氣社區.   [2022-08-10]. （原始内容存档于2024-06-07）.
7. ↑  Wong, Mei Mei. . Plataforma Media. 2022-03-14  [2022-05-13]. （原始内容存档于2024-06-07） （中文（繁體））.

## 外部連結
- 澳門美高梅唯一官方網站 （页面存档备份，存于）
- 澳門日報 2007年12月19日，《遊客博頭彩逼入MGM》